# عبد الرحيم التستري النجفي
الشيخ عبد الرحيم بن محمد علي التستري النجفي (1226 هـ - 1313 هـ). هو رجل دين شيعي إيراني يعود نسبه إلى محمد باقر المجلسي،(1) وقد كان من تلامذة مرتضى الأنصاري ملازماً له حتى قال عنه محسن الأمين في ترجمته له بموسوعة أعيان الشيعة ما نصُّه: ”لزمه من ابتداء أمره إلى آخره لا يكاد يفارقه وكتب جميع أماليه ويروي عنه بالإجازة“، بالإضافة إلى تتلمذه على يد محمد حسن النجفي صاحب الجواهر، وقد خرج في فترة من فترات عمره إلى سبزوار بطلب من إبراهيم السبزواري للتدريس فيها.

## مؤلفاته
من آثاره ومؤلفاته المذكورة في الكتب التي ترجمت له:
| - كتاب في الفقه. في ثمان مجلدات. - كتاب في الأصول. ذكر الطهراني في الذريعة أن هذا الكتاب ”مبسوط في عدة مجلدات“، واستمرَّ بقوله: ”منها مجلد في الصحيح والأعم إلى مباحث الأوامر، ومجلد في مقدمة الواجب، ومجلدان في بقية مباحث الألفاظ، ومجلد في الأدلة العقلية شرع فيه سنة 1265، ومجلد في التعادل والتراجيح“. - نتيجة الأنظار. منظومة في الأصول إلَّا أنها غير تامة. - شمس الهدى لمن شك أو سهى. - محاسن الآداب. نظم منية المريد في آداب المفيد والمستفيد. | - الإكمال والسلامة في بابي الأذان والإقامة. - تفسير سورة الفاتحة. - بدر الدجى. أرجوزة في مباحث الاستصحاب. - إيقاظ الراقدين. - قبلة الناسك في المناسك. فارسي استدلالي بعنوان السؤال والجواب. - رسالة في ترجمة السيد علي الجزائري التستري. |

## وفاته
كان وفاته في الثاني عشر من جمادى الآخرة 1313 هـ، ودفن في صحن حرم علي بن أبي طالب.

## الهوامش
- 1 - ذكر محسن الأمين نسبه في ترجمته له بموسوعة أعيان الشيعة إذ قال: الشيخ عبد الرحيم التستري النجفي ابن الشيخ محمد علي ابن الشيخ محمد حسين ابن الشيخ عبد الكريم ابن الشيخ محمد رضا ابن الشيخ محمد تقي ابن الشيخ محمد باقر صاحب البحار.[1]

### كتب
- أعيان الشيعة. محسن الأمين، طبع بيروت - لبنان، تاريخ الطبع مفقود، منشورات دار التعارف.
- الذريعة إلى تصانيف الشيعة. آغا بزرگ الطهراني، طبع بيروت - لبنان، تاريخ الطبع مفقود، منشورات دار الأضواء.

### إشارات مرجعية
1. 1 2 3 4  
الأمين، محسن. أعيان الشيعة - ج7. ص. 470. مؤرشف من الأصل في 2019-12-10.
2. ↑  
الطهراني، آغا بزرگ. الذريعة إلى تصانيف الشيعة - ج2. ص. 206. مؤرشف من الأصل في 2020-01-09.
3. ↑  
الطهراني، آغا بزرگ. الذريعة إلى تصانيف الشيعة - ج24. ص. 47. مؤرشف من الأصل في 2020-01-09.
4. ↑  
الطهراني، آغا بزرگ. الذريعة إلى تصانيف الشيعة - ج14. ص. 228. مؤرشف من الأصل في 2020-01-09.
5. ↑  
الطهراني، آغا بزرگ. الذريعة إلى تصانيف الشيعة - ج1. ص. 481. مؤرشف من الأصل في 2020-01-09.
6. ↑  
الطهراني، آغا بزرگ. الذريعة إلى تصانيف الشيعة - ج20. ص. 124. مؤرشف من الأصل في 2020-01-09.
7. ↑  
الطهراني، آغا بزرگ. الذريعة إلى تصانيف الشيعة - ج1. ص. 450. مؤرشف من الأصل في 2020-01-09.
8. ↑  
الطهراني، آغا بزرگ. الذريعة إلى تصانيف الشيعة - ج11. ص. 105. مؤرشف من الأصل في 2020-01-09.
9. ↑  
الطهراني، آغا بزرگ. الذريعة إلى تصانيف الشيعة - ج1. ص. 452. مؤرشف من الأصل في 2020-01-09.
10. ↑  
الطهراني، آغا بزرگ. الذريعة إلى تصانيف الشيعة - ج26. ص. 54. مؤرشف من الأصل في 2020-01-09.
11. ↑  
الطهراني، آغا بزرگ. الذريعة إلى تصانيف الشيعة - ج4. ص. 339. مؤرشف من الأصل في 2020-01-09.
12. ↑  
الطهراني، آغا بزرگ. الذريعة إلى تصانيف الشيعة - ج26. ص. 89. مؤرشف من الأصل في 2020-01-09.
13. ↑  
الطهراني، آغا بزرگ. الذريعة إلى تصانيف الشيعة - ج2. ص. 503. مؤرشف من الأصل في 2020-01-09.
14. ↑  
الطهراني، آغا بزرگ. الذريعة إلى تصانيف الشيعة - ج17. ص. 46. مؤرشف من الأصل في 2020-01-09.
15. ↑  
الطهراني، آغا بزرگ. الذريعة إلى تصانيف الشيعة - ج4. ص. 161. مؤرشف من الأصل في 2020-01-09.